# Samoděržaví
Samoděržaví je forma absolutistické monarchistické vlády v Rusku, při níž je nejvyšší moc soustředěna do rukou cara, jehož vůle je zákonem.
Počátky samoděržaví lze najít již v době sjednocování Ruska velikými knížaty moskevskými, kteří se po dosažení značných územních úspěchů pokládali za představitele národní jednoty a úměrně s tím zvyšovali svou panovnickou moc a sebevědomí. Když se v polovině 15. století dostal celý pravoslavný svět s výjimkou Moskvy pod tureckou nadvládu, rozšířila se v moskevském státě myšlenka, že Moskva je dědičkou Cařihradu (teorie o Moskvě jakožto třetím Římu). V důsledku toho se moskevští panovníci začali pokládat za nástupce byzantských císařů a ke svému titulu připojovali podle byzantského vzoru též titul samoděržec, který byl překladem byzantského císařského titulu autokrator.
K zásadnímu pokusu o prosazení samoděržaví došlo ale poprvé až za vlády prvního ruského cara Ivana IV. Hrozného v druhé polovině 16. století a dovršeno bylo za Petra I. Velikého začátkem 18. století, kdy byla zlomena moc bojarů a údělných knížat a car se stal autokratickým vládcem. Ruská revoluce v letech 1905 až 1907 sice samoděržavím otřásla (konstituce, státní duma, konstituční vláda), avšak jeho faktickou likvidaci přinesla až únorová revoluce roku 1917.